# Мой мармеладный (Я не права)
«Мой мармеладный (Я не права)» (или просто «Мой мармеладный») — песня российской певицы Кати Лель 2003 года, написанная и спродюсированная для неё Максимом Фадеевым. После выхода трек стал популярным, возглавив различные отечественные хит-парады. Песня отмечена дипломом «Песни года» и статуэткой «Золотого граммофона».
В 2023 году «Мой мармеладный» получил новую волну популярности, завирусившись в TikTok среди иностранцев.

## История создания
По словам Фадеева, поработать его с Лель попросил её продюсер Александр Волков, который испытывал сложности с продвижением своей подопечной. Фадеев полностью изменил имидж Лель, омолодив её: «Ты должна быть такой, какая ты есть, — озорной, с полуулыбкой, а не женщиной, которая поет песни о любви для тех, кому за».
Песня «Мой мармеладный» была написана специально для Лель, она и была записана первой. Лель рассказала, что они решили начать с чего-то весёлого и провокационного. Фадеев предложил ей несколько вариантов мелодий, но исполнительнице сразу запала в душу та, что впоследствии превратилась в «Мармеладного». Запись, однако, проходила не так гладко, певица долго не могла исполнить песню, в итоге она придумала спеть её с непонятным акцентом, и этот дубль стал окончательным. В какой-то момент Фадеев хотел уничтожить готовый вариант и отказаться от песни вовсе, но Лель его уговорила дать ей шанс. Отвечая на вопрос, что такое «Джага-джага», Лель заявляет, что это «Эй, как дела? Всё клёво!», Фадеев же — что это завуалированный способ сказать «Давай займёмся любовью».
Певица также рассказала, что в 2004 году был записан и англоязычный вариант песни, однако он не вышел из-за разногласий исполнительницы с продюсером Александром Волковым. Как рассказала позже Лель, певица Шакира предлагала ей спеть дуэтом хиты «Муси-пуси» и «Мой мармеладный», но Фадеев не одобрил эту идею.

## Музыкальное видео
Режиссёром музыкального видео выступил сам Максим Фадеев. Сюжета в клипе практически нет: певица просто исполняет песню то сидя на заднем сидении автомобиля, то стоя на фоне множества телеэкранов со своим изображением. При этом подготовка к съёмкам, по словам Лель, была серьёзная: Фадеев заставил певицу похудеть, а также сменил ей имидж — привыкшую к макияжу «смоки-айс» и ярким губам певицу «отмыли», оставив минимум косметики, а эффекта мокрых волос добились обычным снегом. Также в клипе всё время летает бабочка, которая, по словам Фадеева, такая же лёгкая, жизнерадостная, порхающая по жизни, как и Лель.

## Отзывы критиков
Музыкальный журналист Александр Горбачёв в книге «Не надо стесняться. История постсоветской поп-музыки в 169 песнях» написал: «„Мой мармеладный“ — типичное для Фадеева соединение модного звука и мемоёмкой лирики: про „муа-муа“ и „джагу-джагу“ Лель поёт под интеллигентное деликатное постдиско в духе Кайли Миноуг; приём с сексуальной звукописью автор, кажется, подрезал в кавере на „Lady Marmalade“ из фильма „Мулен Руж!“, но это дело житейское. Песню, разумеется, обвинили в падении нравов — после чего Фадеев сочинил ещё и „Муси-пуси“ и снова сорвал банк. А потом Лель перестала работать с продюсером — и хиты у неё закончились».

## Популярность в интернете
Спустя двадцать лет после выхода в октябре 2023 года песня стала популярной в TikTok. Под строчки из песни пользователи в русскоязычном сегменте снимали видео, в которых шутили о том, за какой подарок они готовы простить предательство. Позднее песня попала в тренды в других странах: одни иностранные пользователи снимали ролики, как танцуют под песню и напевают непонятные им слова, другие решили добавить в ролики российский колорит и облачились в меховые шапки, шубы и жилетки, даже спортивные костюмы с тремя полосками на манер культовых костюмов Adidas, которые на Западе ассоциируются с Россией. Вскоре видео с хештегом «My marmalade» («Мой мармеладный») набрали в TikTok больше 11 миллионов просмотров, с хештегом «mwah-mwah» (то есть «муа-муа») — почти 9 миллионов просмотров. Благодаря этому песня попала в лидеры мирового чарта «50 вирусных трендов» (Viral 50) на музыкальном стриминговом сервисе Spotify. Также была выпущена speed up-версия песни, которая также стала популярной.
Сама Лель так объяснила популярность русской песни среди иностранцев: «Казалось бы, всё русское отменяют, но никакие запреты не работают. Что люди хотят, то и поют. Хотелось бы отметить, что это и большая заслуга Максима Фадеева, написавшего песню, которая и спустя два десятилетия звучит актуально. В ней модные звуки, сэмплы. И очень простой, понятный без перевода текст. Про любовь, про радость». Максим Фадеев также прокомментировал успех трека: «Именно сегодня, в условиях так называемой „отмены“ всего русского, песня на русском языке взлетела в мировых чартах. Я всегда говорил, что однажды благодаря нашей культуре множество сбитых с толку людей снова повернутся к России лицом. Люди не хотят отмены русской культуры, они её любят, что и доказал успех песни „Мой мармеладный“ спустя 20 лет с момента её релиза».
По мнению обозревателя газеты «Коммерсантъ» Игоря Гаврилова, здесь действует тот же механизм, который в 2010 году вывел в топы YouTube Эдуарда Хиля (Мистера Трололо) с вокализом Аркадия Островского «Я очень рад, ведь я наконец возвращаюсь домой»: «Что-то весёлое, слегка безумное и очень привязчивое».

## Версия Инстасамки
В 2024 году Инстасамка и её супруг Moneyken при участии Максима Фадеева записали песню «Мой мармеладный». Инастасамка сочинила собственные куплеты в свойственной ей манере, оставив при этом припев, мотив и сохранив темп трека. Также певица представила клип на песню, в котором она спасает своего мужа из тюрьмы, за что получает сумку Birkin.